# Дзьвежня
Дзьвежня (пол. Dźwierznia) — село в Польщі, у гміні Ілово-Осада Дзялдовського повіту Вармінсько-Мазурського воєводства.
Населення — 84 особи (2011).
У 1975-1998 роках село належало до Цехановського воєводства.

## Демографія
Демографічна структура станом на 31 березня 2011 року:
|          | Загалом | Допрацездатний вік | Працездатний вік | Постпрацездатний вік |
| -------- | ------- | ------------------ | ---------------- | -------------------- |
| Чоловіки | 43      | 9                  | 30               | 4                    |
| Жінки    | 41      | 10                 | 18               | 13                   |
| Разом    | 84      | 19                 | 48               | 17                   |